# Yesa
Yesa è un comune spagnolo di 257 abitanti situato nella comunità autonoma della Navarra.
È il primo comune che si incontra entrando in Spagna dal passo del Somport (Huesca), lungo il Camino aragonés verso Santiago, alla fine dell'omonimo lago artificiale.
Vicino al villaggio sorge il monastero benedettino di San Salvador de Leyre. La leggenda racconta la storia di San Virila, abate del monastero, che era ossessionato dal mistero dell'eternità. Meditando meditando, affascinato dal canto di un uccellino, quando l'abate si riscosse scoprì che erano passati 300 anni, e lui pensava che fosse passata solo un'ora.
Si trova a Yesa anche il castillo de Javier, dove nacque nel 1506, nobile, il gesuita patrono della Navarra, San Francesco Saverio (San Francisco Javier).
Il sito è meta di continui pellegrinaggi che culminano ogni anno nelle famose feste dette "javieradas".